# Алиса
«Аліса» (рос. Алиса) — російський рок-гурт, який був створений в 1983 році в Ленінграді; лідер групи і автор більшості пісень — вокаліст Костянтин Кінчев.

## Історія

### 1980-ті
Рок-група «Аліса» була організована Святославом Задерієм в 1983 році. Тоді до її складу входили (окрім Задерія) Андрій Шаталін, Михайло Нефьодов, Павло Кондратенко та Петро Самойлов. В 1984 році група записала перший альбом «Кривозеркалье» (укр. Криводзеркалля), тоді ж до групи прийшов новий вокаліст — Костянтин Кінчев (Панфілов). В 1985 році у Ленінградському рок-клубі група записала альбом «Енергія» (рос. Энергия). Наступного року Святослав Задерій залишив групу, а Костянтин Кінчев отримав головну роль у фільмі «Зломник».
В 1987 році записали другий студійний альбом «БлокАда», який розійшовся тиражем 1 млн примірників. Тоді ж були створені перші два відеокліпи (на пісні з альбому «Енергия» (укр. Енергія)) — «Експериментатор» та «Мы вместе» (укр. Ми разом). Після сольних концертів у Ленінграді міська газета «Зміна» звинуватила Кінчева в пропаганді фашизму. Після цього розгорівся судовий процес (так звана «справа Кінчева»), яка закінчилася публічним вибаченням «Зміни». В 1988 році змінився склад групи: до неї приєднався Ігор Чумичкін, а її залишили Шаталін Андрій Шаталін, Павло Кондратенко та Олексій Журавльов. Група брала участь в Ленінградському рок-фестивалі та рок-концерті в Києві разом з ДДТ, Nautilus Pompilius та ін.
В 1989 році «Аліса» записала альбоми «Ст. 206 ч. 2» (який загубили і знайшли тільки в 1994 році) і «Шестой лесничий» (укр. Шостий лісничий). До групи повернувся Шаталін і приєднався клавішник Андрій Корольов.

### 1990-ті
В 1990 році на концерті в Москві записано альбом «Шабаш», який був присвячений Александру Башлачьову. Наступного року було створено фан-клуб «Армия Алиса», тоді ж почала виходити газета «Шабаш» — спільна газета групи і фан-клубу.
1991 року Кінчев отримав музикальну премію «Овація» в номінації «Найкращий рок-співак». У лютому 1993 року презентовано новий альбом «Для тех, кто свалился с Луны» (укр. Для тих, хто впав з Місяця).
12 квітня того ж року наклав на себе руки Игор Чумичкін, і група майже рік не грала на концертах. Наступного року гурт повернувся до активного концертного життя, було видано альбоми «Черная метка» (укр. Чорна мітка) та «Ст. 206 ч. 2». На пісню «Знай, паскуда, вольных!» з альбому «Чорна мітка» зняли відеокліп. В 1995 році було знято відеокліпи «Паскуда» та «Атеист» (обидва — з альбому «Чорна мітка»). Видано CD концертного запису "«Алиса» на Шаболовке" (укр. "«Аліса» на Шаболовці"), також видано CD концертного запису «Акустика. Часть 1» (укр. "Акустика. Частина 1).
В березні 1996 року презентовано альбом «Jazz», на пісні «Лунный вальс» та «Дождь» із цього альбому знімали відеокліпи. У березні того року в групі з'явився другий гітарист — Олександр Пономарьов. В 1997 році видано альбом «Дурень», тоді ж знято відеокліп на пісню з цього альбому «Трасса Е-95». Того року створено офіційний сайт групи — www.alisa.net [Архівовано 2 лютого 2012 у WebCite] і видано CD концертного запису «Акустика. Часть 2» (укр. "Акустика. Частина 2).
Наступного року в Санкт-Петербурзі Кінчев та Олександр «Рікошет» Аксьонов записали спільний альбом «Геополитика», в якому були записані всі відомі пісні Кінчева у незвичному для нього стилі техно. Із групи пішов Пономарьов, а замість нього до групи приєднався новий гітарист Є. Льовін. В 1999 році група грала в Москві концерт, присвячений 15-річчю «Аліси», також провела спільний з Агатою Крісті тур по містах Росії.

### 2000-ті

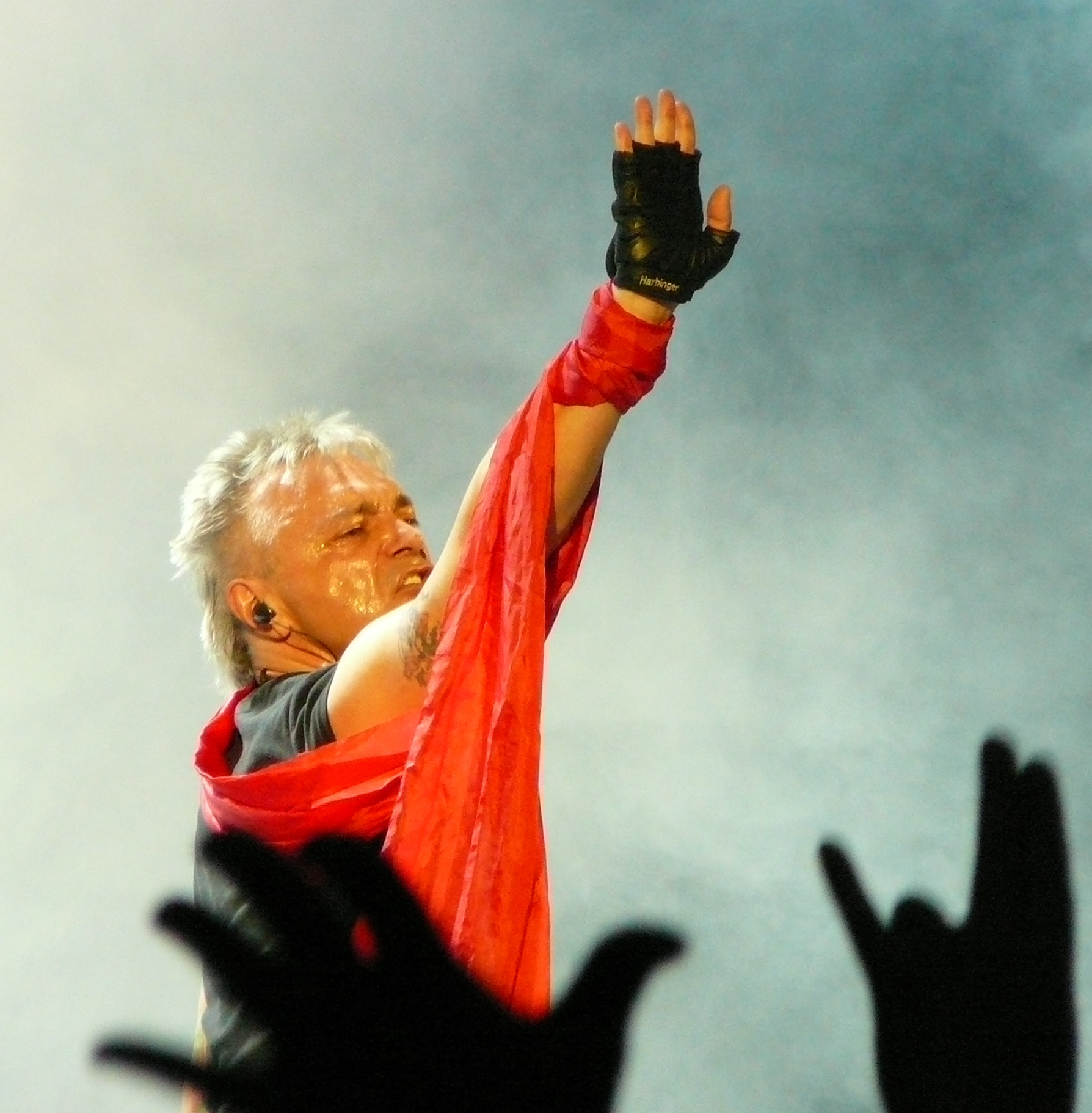
К.Кінчев на концерті (2010)

У лютому 2000 року видано черговий студійний альбом — «Солнцеворот», а наступного року — ще один — «Танцевать». 2003 року гурт видав альбом «Сейчас позднее, чем ты думаешь», який відрізняється міцнішим звучанням. Того року з гурт залишили його засновники — Андрій Шаталін та Михайло Нефьодов.
Через 2 роки, в 2005-му в новому складі гурт презентував альбом — «Изгой». Цей альбом і три подальші (зокрема, «Стать Севера» 2007 та «Пульс хранителя дверей лабиринта» 2008) мають, перш за все, православну тематику.

### 2010-ті
2010 року видано альбом «Ъ».
Восени 2011 року група видала альбом — «2012».

## Дискографія

#### Студійні альбоми
| - Кривозеркалье (1984) - Нервная ночь (1984) - Энергия (1985) - Поколение Икс (1986) - БлокАда (1987) - Шестой лесничий (1989) - Ст. 206 ч. 2 (1989) - Шабаш (1991) - Для тех, кто свалился с Луны (1993) - Чёрная метка (1994) - Jazz (1996) - Дурень (1997) - Солнцеворот (2000) - Танцевать (2001) - Сейчас позднее, чем ты думаешь (2003) - Изгой (2005) - Стать Севера (2007) - Пульс хранителя дверей лабиринта (2008) - Ъ (2010) - 2012 (2011) - Саботаж (2012) - Цирк (2014) - Эксцесс (2016) - Посолонь (2019) - Дудка (2022) - Гойда (2024) | - LP-міньон к альбому «Энергия» (1987) - Jazz (сингл - 3 песни) (1995) - Без креста (2003) - Синий предел (2005) - Rock'n’Roll-это... (2006) - Ъ (2010) |

### Відеокліпи
- Мы вместе (1987)
- Экспериментатор (1987)
- Аэробика (1989)
- Паскуда (1994)
- Атеист (1994)
- Белая невеста (1994)
- Дождь (1996)
- Лунный вальс (1996)
- Трасса Е—95 (1997)
- Рождество (2000)
- Веретено (2001)
- Мы держим путь в сторону леса (2001)
- Небо славян (2003)
- Родина (2003)
- Антихрист (2005)
- Крещение (2005)
- На пороге неба (2007)
- Власть (2008)
- Жизнь струны (2010)
- Дети последних дней (2017)